# Сліккервер
Сліккервер (нід. Slikkerveer) — село в нідерландській провінції Південна Голландія. Входить до муніципалітету Ріддеркерк. У ньому проживає 9335 мешканців (2022), і він розташований на південь від злиття річок Норд та Лек у затоці Ньїве-Маас на острові Ейсселмонде.
Сліккервер відділений від найближчого району Ріддеркерк, Болнес, на північному заході, пагорбом Донксе-Бос, у якому досі заселений Хейс-тен-Донк 18 століття є визначною пам'яткою культури.
Найбільшою торговою площею в Сліккервері є Ділленбургплейн.

## Історія
У 19-му та 20-му століттях вздовж річок було кілька верфей: Boele Bolnes, Schram, IHC Gusto та de Groot & van Vliet. Там також розташовувався завод з виробництва генераторів Smit Slikkerveer (пізніше Holec Ridderkerk and Brush, а зараз Alstom). Переважна більшість чоловіків-мешканців працювали в одній з цих компаній. Наприкінці 20-го століття багато верфей закрили свої двері. Більшість цих верфей зараз є житловими районами або іншими промисловими зонами.

### Руїни будинку у Вуде
У 1371 році Віллем ван ден Вауде розпочав будівництво замку в польдері Рідервард. Через повінь він занепав. У 1418 році розпочалося відновлення залишків та було зведено стіни. Того ж року, під час воєн Хуксе та Кабеляузе, стіни знову були зруйновані та зникли в рові. Повінь Святої Єлизавети в 1421 році затопила руїни, і вони зникли в багнюці. Через усі події замок так і не був завершений та заселений.
Сліди замку були знайдені в 1968 році на Рінгдайку завдяки детективній роботі. У 1969 році залишки Хейс-те-Вауде були якомога краще відновлені та знову зроблені видимими. Також знову з'явилася частина початкового ширшого рову.

### Фермерський будинок te Woude
Фермерський комплекс за адресою Бенеденрейвег, 67 має особливу монументальну цінність. Після пожежі в 1947 році ферму було відновлено до її первісного стану. З середини дев'яностих років різні власники неодноразово конфліктували з радою та муніципальним комітетом з питань пам'яток. Деякі вікна, які були встановлені в солом'яному даху без дозволу в 1998 році, довелося знову видалити. Тоді також втрутилася Національна служба охорони пам'яток. У 2017 році комплексу було повернуто стан 2001 року, оскільки різні реконструкції не були проведені відповідно до дозволу.

## Громадський транспорт
Сліккервер з'єднаний з Роттердамом та Ріддеркерком регіональними автобусами. План продовження трамвайної лінії з Роттердама вздовж південної околиці Сліккервера до Ріддеркерка призвів до тривалих розбіжностей у муніципальній раді та в суспільстві. Було створено ініціативну групу під девізом «Зупинити трамвай+».
Родний автобус має пристань у Сліккервері для маршруту 20 до Роттердама та Дордрехта (на протилежному узбережжі) та маршруту 6 (трикутний пором) до Кіндердейка та Крімпен-ан-де-Лек (на протилежному узбережжі). Тут також було створено трансферний пункт.